# Freitagsmoschee von Ardabil

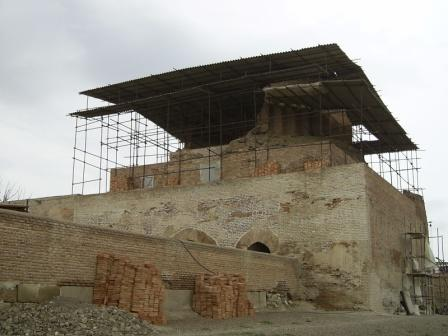
Ruine der Freitagsmoschee von Ardabil

Die Freitagsmoschee von Ardabil (persisch Dschom-e Masdsched) ist eine denkmalgeschützte Ruine einer ehemaligen Freitagsmoschee in Ardabil in Iran.
Die heutigen Gebäude befinden sich auf Bauresten aus der Zeit der Seldschuken, die in der zweiten Hälfte des 11. und im 12. Jahrhundert über Persien bzw. Iran regierten. Möglicherweise gab es an dieser Stelle noch ältere Gebäude. Bei Ausgrabungen wurde festgestellt, dass die Anlage der Moschee früher größer war, doch im Laufe der Zeit zerstört wurde. Die Ruine aus Ziegelsteinmauerwerk ist heute durch ein provisorisches Schutzdach aus Stahlträgern und einem Wellblechdach geschützt. Der erhaltene zylinderförmige Stumpf des Minaretts wird von außen durch ein umlaufendes Stahlgerüst stabilisiert. 
Die Moschee liegt im Stadtteil Pir Schamso-d-Din inmitten eines Friedhofs und besteht aus drei Teilen: 
- Das im Stil der Seldschukenzeit erbauten Minarett aus dem Jahr 1473 (oder 1474) (878 h.q.) besteht aus zwei achteckigen Teilen, mit einer Seitenlänge von je 2,10 m, und einem zylindrischen Turm mit einem Durchmesser von 5 m. Darauf bekunden zwei Inschriften, dass Uzun Hasan (* 1423, reg. 1453–1478) den Aq Qoyunlu den Auftrag zum Bau erteilte.
- Der zweite Teil der Anlage ist die Tirpusch, d. h. Balkendecke, Moschee mit einer Länge von 12,5 m und eine Breite von 9,8 m. Das Dach wird von 9 Holzsäulen getragen.
- Der dritte Teil der Anlage besteht aus 4 Räumen mit einer Kuppel. Er wurde aus Ziegeln erbaut und teilweise mit Kacheln verziert.